# Antonínův pramen
Antonínův pramen je minerální voda s vysokým obsahem oxidu uhličitého. Je to osvěžující kyselka stáčená jako stolní voda, jemné chuti oblíbená zejména mezi obyvateli města.
Vyvěrá při Palackého ulici v městské části Úšovice.
Otevírací doba: Volně přístupný veřejnosti.

## Historie
Kostel, podle něhož se pramen jmenuje, byl postaven v roce 1790. Původní dřevěný přístřešek byl v roce 1986 nahrazen novým moderním pavilonem, jehož autorem je architekt M. Brix. Pavilon je 13,5 m vysoký a vyrobený z kovu a dřeva.